# ميلاجرو (فلم)
ميلاجرو (بالإنجليزية: The Milagro Beanfield War) هو فيلم دراما تم إنتاجه في الولايات المتحدة وصدر في سنة 1988. الفيلم من إخراج روبرت ريدفورد.

## ترشيحات وجوائز
| السنة | الحدث  | الفئة               | النتيجة  |
| ----- | ------ | ------------------- | -------- |
|       | أوسكار | أفضل موسيقى تصويرية | فـــــوز |

## الميزانية والإيرادات
حقق أرباحا تقدر بـ 13,825,794 دولار.

## وصلات خارجية
- ميلاجرو على موقع IMDb (الإنجليزية)
- ميلاجرو على موقع الموسوعة البريطانية (الإنجليزية)
- ميلاجرو على موقع روتن توميتوز (الإنجليزية)
- ميلاجرو على موقع نتفليكس (الإنجليزية)
- ميلاجرو على موقع ألو سيني (الفرنسية)
- ميلاجرو على موقع Turner Classic Movies (الإنجليزية)
- ميلاجرو على موقع أول موفي (الإنجليزية)
- ميلاجرو على موقع بوكس أوفيس موجو (الإنجليزية)
- ميلاجرو على موقع فيلمافينيتي (الإسبانية)
- ميلاجرو على موقع قاعدة بيانات الأفلام السويدية (السويدية)

1. ↑  وصلة مرجع: https://www.oscars.org/oscars/ceremonies/1989.
2. 1 2  وصلة مرجع: http://www.allocine.fr/film/fichefilm_gen_cfilm=3676.html. الوصول: 14 أبريل 2016.
3. ↑  وصلة مرجع: http://stopklatka.pl/film/wojna-fasolowa. الوصول: 14 أبريل 2016.
4. 1 2 3 4 5 6 7 8  مذكور في: قاعدة بيانات الأفلام التشيكية السلوفاكية. لغة العمل أو لغة الاسم: التشيكية. تاريخ النشر: 2001.
5. ↑  "Bernie Pollack - IMDb". اطلع عليه بتاريخ 2025-05-26.